# Jõhvi
Jõhvi es una ciudad (linn) situada al noreste de Estonia. Es la capital del condado de Ida-Viru y, dentro del mismo, es la capital municipal de la parroquia de Jõhvi.
Está situada a 50 km de la frontera con Rusia. La población de origen estonio es minoría en Jõhvi, ya que aproximadamente el 58 por ciento de la población son, o bien inmigrantes rusos que llegaron a Estonia durante el último periodo de ocupación soviética (1944-1991) o bien, sus descendientes.

## Historia
Jõhvi fue mencionada por primera vez como aldea en 1241 en un libro danés. Ya que, anteriormente, estaba bajo dominio danés. Los nombres históricos de Jõhvi eran Gewi y Jewi. En el siglo XIII se construyó aquí una iglesia y también se creó la parroquia de Jõhvi.
En 1938 Jõhvi obtuvo los derechos de ciudad. Tras independizarse Estonia de la Unión Soviética, en 1993 Jõhvi se constituyó como uno de los primeros municipios urbanos del país, creándose junto a ella la parroquia de Jõhvi. En el año 2005, la ciudad de Jõhvi se unió con la parroquia de Jõhvi.

## Clima
| Parámetros climáticos promedio de Jõhvi (1991-2020)       | Parámetros climáticos promedio de Jõhvi (1991-2020) | Parámetros climáticos promedio de Jõhvi (1991-2020) | Parámetros climáticos promedio de Jõhvi (1991-2020) | Parámetros climáticos promedio de Jõhvi (1991-2020) | Parámetros climáticos promedio de Jõhvi (1991-2020) | Parámetros climáticos promedio de Jõhvi (1991-2020) | Parámetros climáticos promedio de Jõhvi (1991-2020) | Parámetros climáticos promedio de Jõhvi (1991-2020) | Parámetros climáticos promedio de Jõhvi (1991-2020) | Parámetros climáticos promedio de Jõhvi (1991-2020) | Parámetros climáticos promedio de Jõhvi (1991-2020) | Parámetros climáticos promedio de Jõhvi (1991-2020) | Parámetros climáticos promedio de Jõhvi (1991-2020) |
| Mes                                                       | Ene.                                                | Feb.                                                | Mar.                                                | Abr.                                                | May.                                                | Jun.                                                | Jul.                                                | Ago.                                                | Sep.                                                | Oct.                                                | Nov.                                                | Dic.                                                | Anual                                               |
| --------------------------------------------------------- | --------------------------------------------------- | --------------------------------------------------- | --------------------------------------------------- | --------------------------------------------------- | --------------------------------------------------- | --------------------------------------------------- | --------------------------------------------------- | --------------------------------------------------- | --------------------------------------------------- | --------------------------------------------------- | --------------------------------------------------- | --------------------------------------------------- | --------------------------------------------------- |
| Temp. máx. abs. (°C)                                      | 8.9                                                 | 10.6                                                | 16.8                                                | 26.0                                                | 32.1                                                | 33.1                                                | 33.7                                                | 34.6                                                | 28.1                                                | 19.7                                                | 13.6                                                | 10.9                                                | 34.6                                                |
| Temp. máx. media (°C)                                     | −2.3                                                | −2.4                                                | 1.9                                                 | 9.5                                                 | 15.8                                                | 19.6                                                | 22.4                                                | 21.0                                                | 15.7                                                | 8.5                                                 | 2.7                                                 | −0.5                                                | 9.3                                                 |
| Temp. media (°C)                                          | −4.6                                                | −5.2                                                | −1.7                                                | 4.5                                                 | 10.3                                                | 14.6                                                | 17.4                                                | 15.9                                                | 11.2                                                | 5.5                                                 | 0.6                                                 | −2.5                                                | 5.5                                                 |
| Temp. mín. media (°C)                                     | −7.5                                                | −8.5                                                | −5.5                                                | −0.1                                                | 4.3                                                 | 9.1                                                 | 11.9                                                | 10.9                                                | 7.0                                                 | 2.4                                                 | −1.7                                                | −5.0                                                | 1.4                                                 |
| Temp. mín. abs. (°C)                                      | −34.5                                               | −36.0                                               | −28.4                                               | −18.0                                               | −6.5                                                | −2.5                                                | 1.7                                                 | −0.6                                                | −4.2                                                | −15.7                                               | −25.9                                               | −41.0                                               | −41.0                                               |
| Precipitación total (mm)                                  | 45                                                  | 34                                                  | 36                                                  | 34                                                  | 50                                                  | 84                                                  | 77                                                  | 93                                                  | 67                                                  | 84                                                  | 64                                                  | 49                                                  | 717                                                 |
| Días de precipitaciones (≥ 1 mm)                          | 12                                                  | 9                                                   | 9                                                   | 8                                                   | 7                                                   | 10                                                  | 11                                                  | 12                                                  | 13                                                  | 14                                                  | 14                                                  | 14                                                  | 133                                                 |
| Humedad relativa (%)                                      | 90                                                  | 88                                                  | 80                                                  | 72                                                  | 68                                                  | 73                                                  | 76                                                  | 80                                                  | 84                                                  | 87                                                  | 90                                                  | 91                                                  | 81.6                                                |
| Fuente: Servicio de meteorología e hidrografía de Estonia |                                                     |                                                     |                                                     |                                                     |                                                     |                                                     |                                                     |                                                     |                                                     |                                                     |                                                     |                                                     |                                                     |

## Ciudades hermanadas
Jõhvi mantiene un hermanamiento de ciudades con:
- Kingisepp, Noroeste, Rusia.
- Loimaa, Finlandia.
- Skien, Telemark, Noruega.
- Thisted, Jutlandia Septentrional, Dinamarca.
- Uddevalla, Västra Götaland, Suecia.
- Olecko, Varmia y Masuria, Polonia.

## Galería

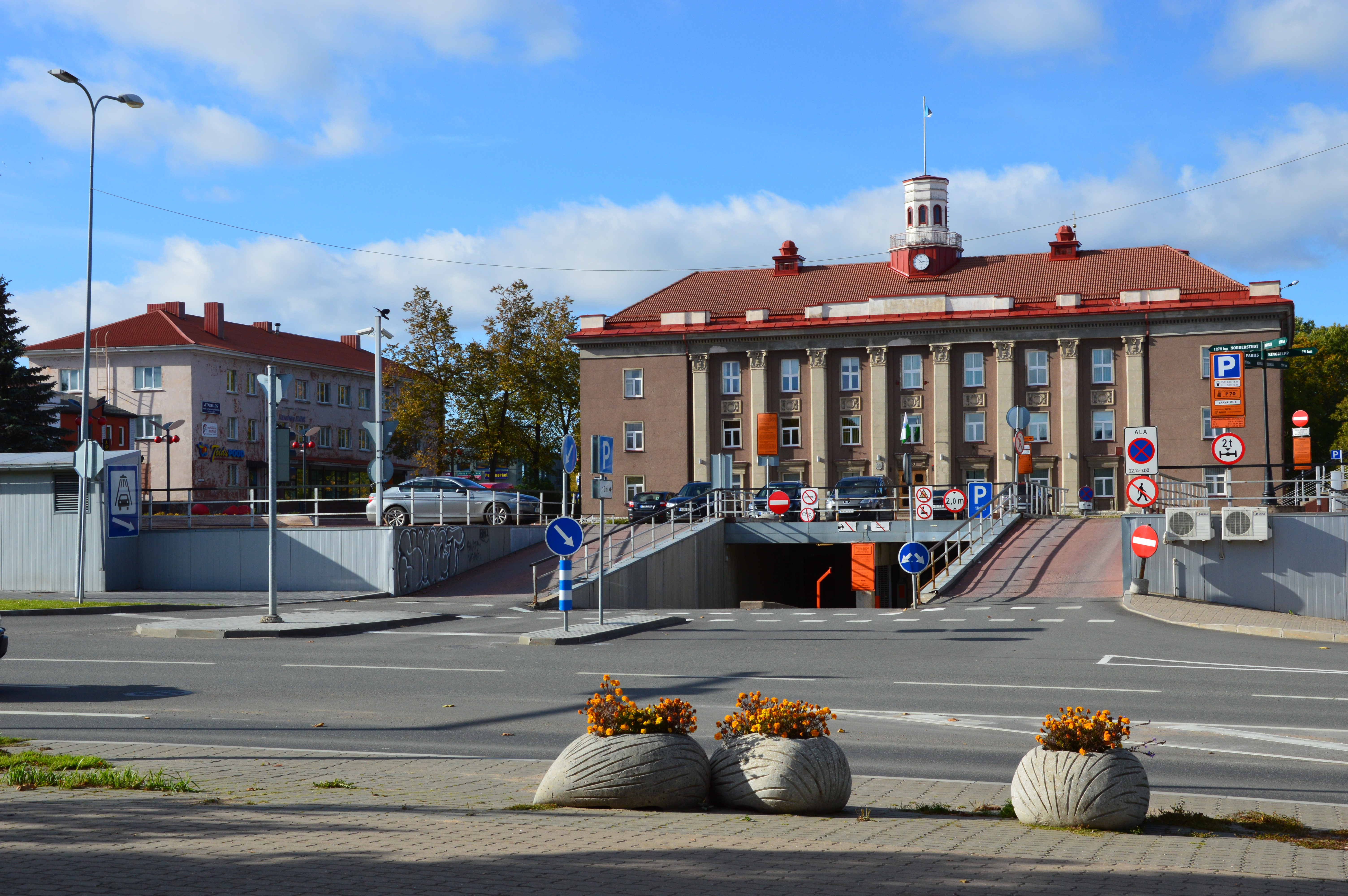
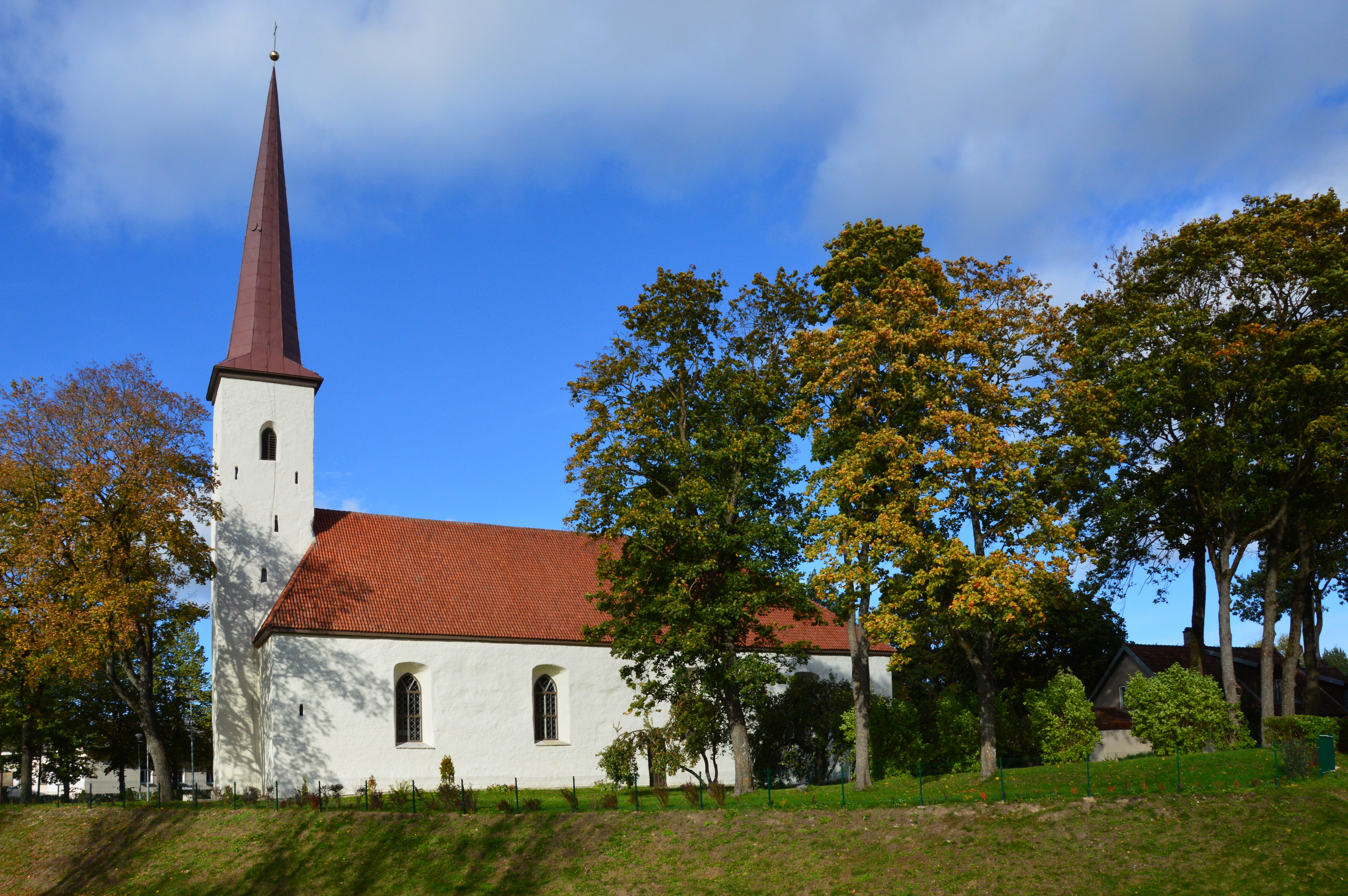
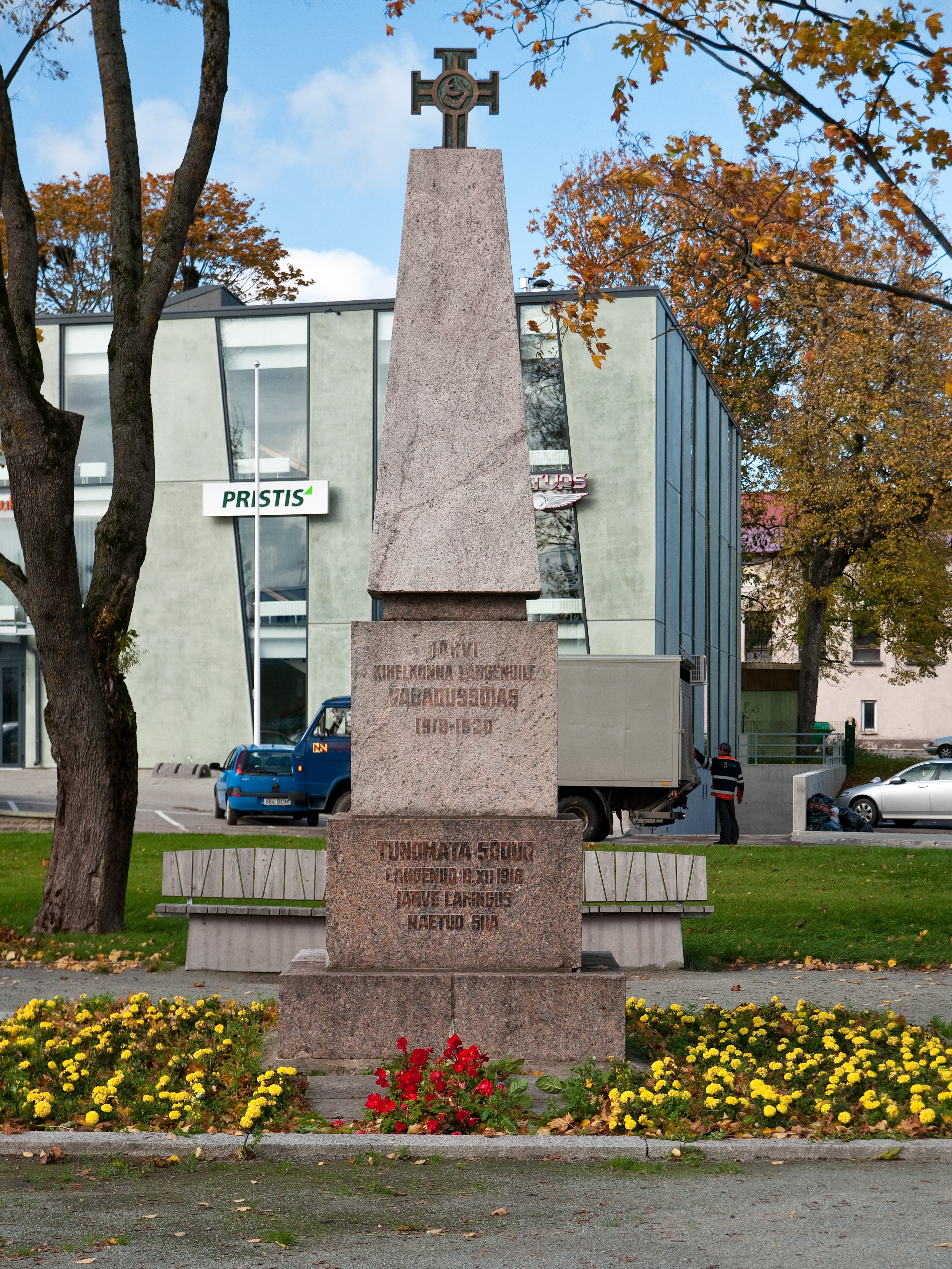